# Forum Piscarium
Le forum Piscarium (en latin : forum piscarium ou forum piscatorium,) est un des forums romains de Rome, situé près du Forum Romain puis déplacé dans le Vélabre au Moyen Âge.

## Localisation
Le forum est établi au nord du Forum Romain (Forum Romanum), entre les tracés de la Voie Sacrée et de l'Argilète.

## Fonction
La place publique est utilisée comme marché spécialisé dans la vente de poissons. La demande en poisson frais est telle à Rome que les prix peuvent augmenter considérablement, comme à l'époque de Caton l'Ancien, où, selon ce dernier, le prix d'un poisson peut dépasser le prix d'une vache.
Les poissons vendus au forum Piscarium proviennent pour une part d'élevages et pour le reste de la pêche en mer. Certains poissons, comme l'esturgeon, qu'on ne trouve pas en mer et qui ne peut pas être élevé dans des bassins artificiels, sont très recherchés par les Romains.

## Histoire
Le forum est détruit lors d'un incendie en 210 av. J.-C. et reconstruit l'année suivante,. En 179 av. J.-C., le forum est incorporé dans le grand macellum construit par le censeur Marcus Fulvius Nobilior dans la même zone, bordée au sud par la basilique Aemilia,.
Au Moyen Âge, le marché aux poissons est déplacé depuis le Forum Romain, complètement abandonné, pour s'établir dans les ruines du portique d'Octavie. Ce marché reste actif jusqu'à la fin du XIXe siècle et la destruction du ghetto juif de Rome.

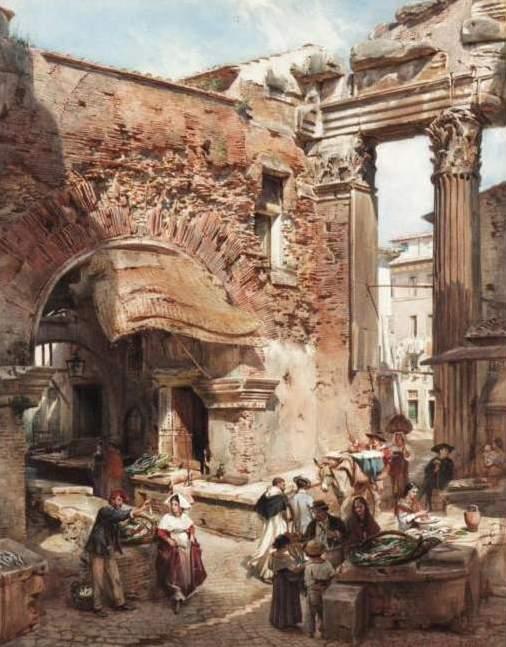
Marchands de poissons dans les ruines du portique, Ludwig Passini, 1863
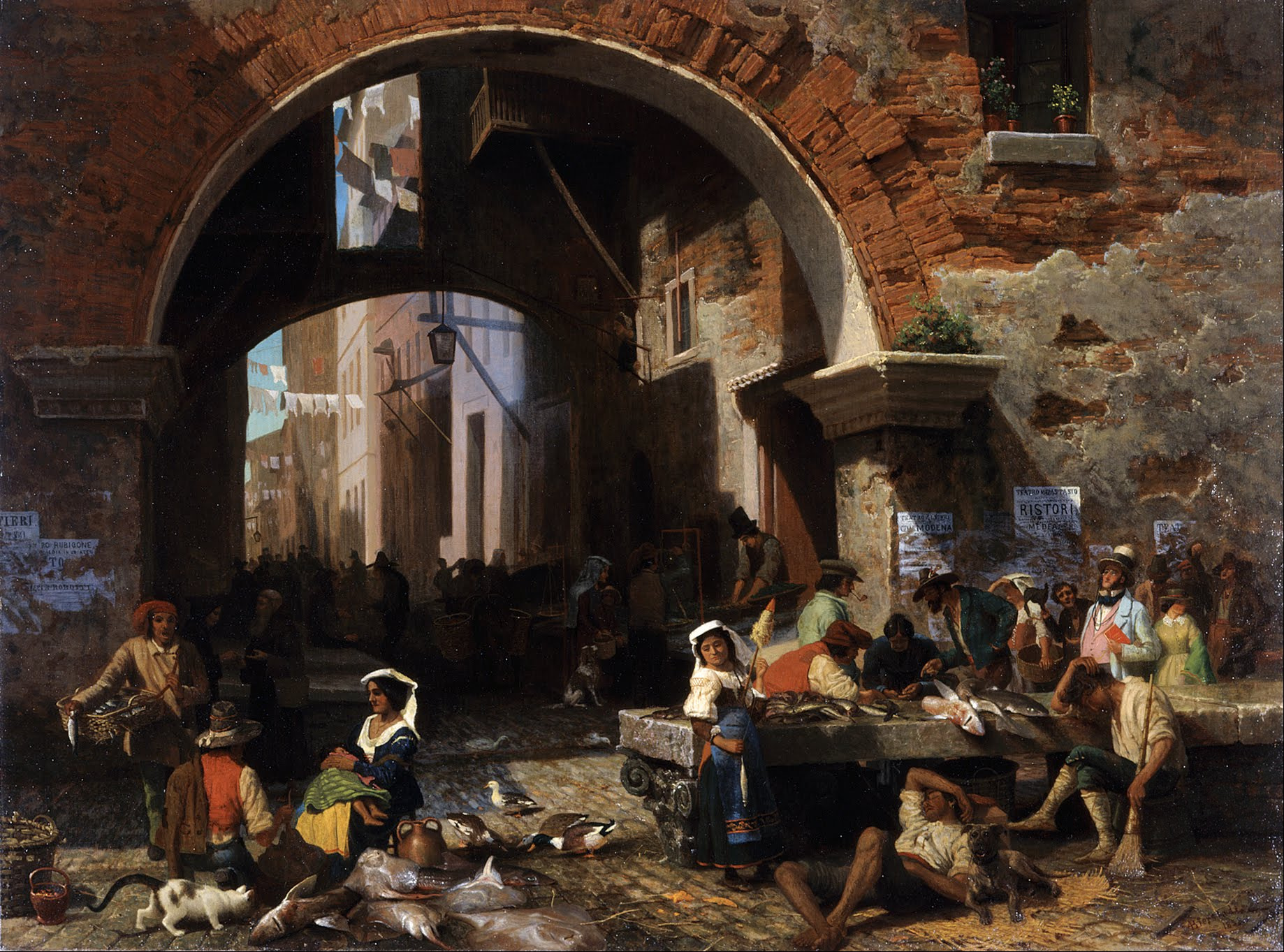
Marché aux poissons sous l'arche du portique d'Octavie, Albert Bierstadt, 1858
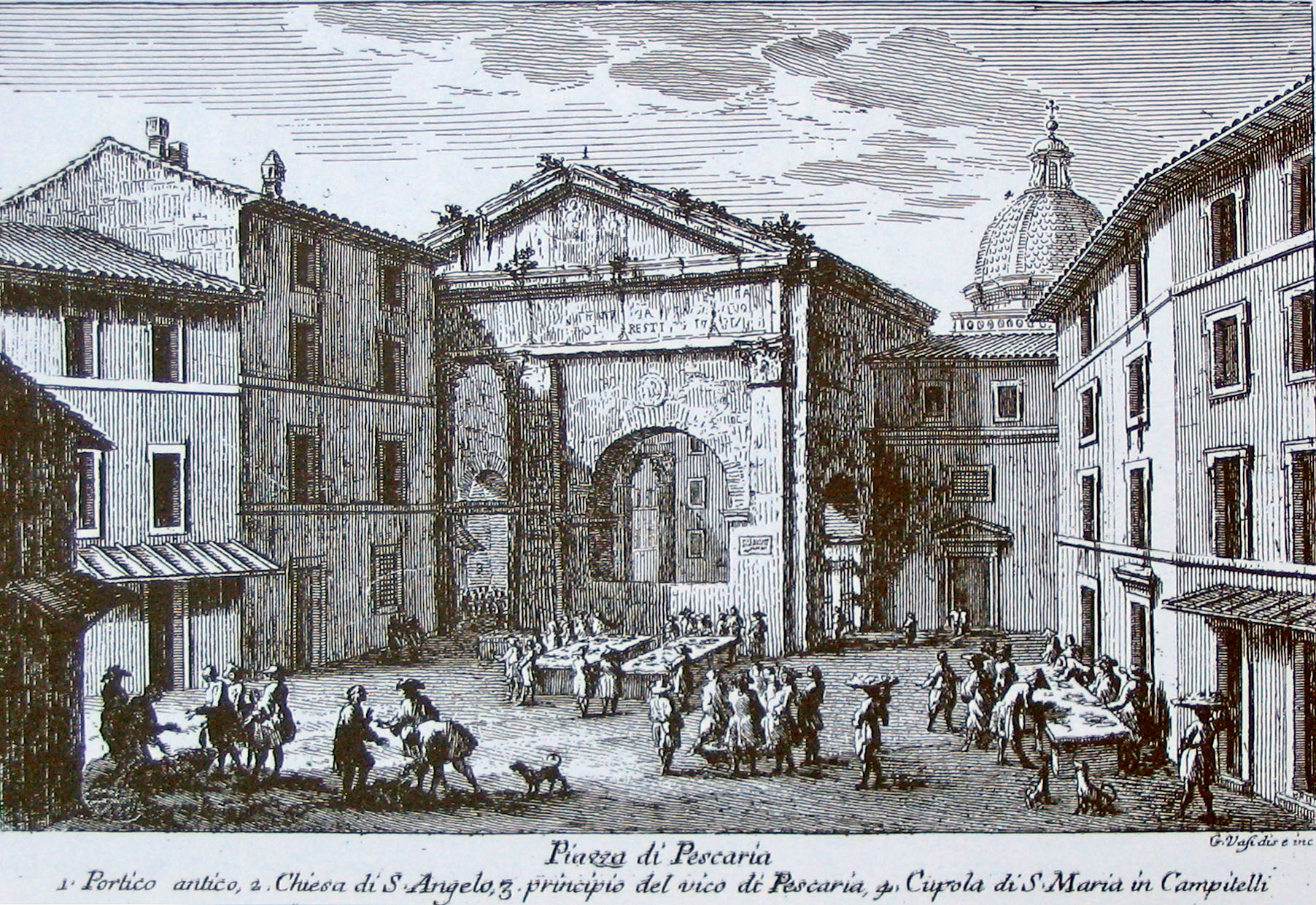
« Piazza di Pescaria », gravure de Giuseppe Vasi, 1752.